# Alhassan Koroma
Alhassan Koroma (Yoni Chiefdom, 9 luglio 2000) è un calciatore sierraleonese, attaccante dell'Al-Shahaniya e della nazionale sierraleonese.

## Biografia
Suo fratello gemello Alusine è anch'egli un calciatore.

## Carriera

### Nazionale
Il 17 marzo 2018 ha debuttato con la nazionale sierraleonese giocando l'amichevole persa 4-0 contro l'Iran; inizialmente convocato per la Coppa delle nazioni africane 2021, ha dovuto rinunciarvi per via di un infortunio a pochi giorni dall'inizio della competizione.

## Statistiche

### Cronologia presenze e reti in nazionale
| Cronologia completa delle presenze e delle reti in nazionale ― Sierra Leone | Cronologia completa delle presenze e delle reti in nazionale ― Sierra Leone | Cronologia completa delle presenze e delle reti in nazionale ― Sierra Leone | Cronologia completa delle presenze e delle reti in nazionale ― Sierra Leone | Cronologia completa delle presenze e delle reti in nazionale ― Sierra Leone | Cronologia completa delle presenze e delle reti in nazionale ― Sierra Leone | Cronologia completa delle presenze e delle reti in nazionale ― Sierra Leone | Cronologia completa delle presenze e delle reti in nazionale ― Sierra Leone |
| Data                                                                        | Città                                                                       | In casa                                                                     | Risultato                                                                   | Ospiti                                                                      | Competizione                                                                | Reti                                                                        | Note                                                                        |
| --------------------------------------------------------------------------- | --------------------------------------------------------------------------- | --------------------------------------------------------------------------- | --------------------------------------------------------------------------- | --------------------------------------------------------------------------- | --------------------------------------------------------------------------- | --------------------------------------------------------------------------- | --------------------------------------------------------------------------- |
| 17-3-2018                                                                   | Teheran                                                                     | Iran                                                                        | 2 – 0                                                                       | Sierra Leone                                                                | Amichevole                                                                  | -                                                                           | 35’                                                                         |
| 9-10-2020                                                                   | Nouakchott                                                                  | Mauritania                                                                  | 0 – 1                                                                       | Sierra Leone                                                                | Amichevole                                                                  | -                                                                           |                                                                             |
| 13-10-2020                                                                  | Niamey                                                                      | Niger                                                                       | 1 – 1                                                                       | Sierra Leone                                                                | Amichevole                                                                  | -                                                                           | 67’                                                                         |
| 17-11-2020                                                                  | Freetown                                                                    | Sierra Leone                                                                | 0 – 0                                                                       | Nigeria                                                                     | Qual. Coppa d'Africa 2021                                                   | -                                                                           | 76’                                                                         |
| 27-3-2021                                                                   | Rantsala                                                                    | Lesotho                                                                     | 0 – 0                                                                       | Sierra Leone                                                                | Qual. Coppa d'Africa 2021                                                   | -                                                                           |                                                                             |
| 6-10-2021                                                                   | El Jadida                                                                   | Sierra Leone                                                                | 1 – 1                                                                       | Sudan del Sud                                                               | Amichevole                                                                  | -                                                                           | 20’                                                                         |
| 9-6-2022                                                                    | Abuja                                                                       | Nigeria                                                                     | 2 – 1                                                                       | Sierra Leone                                                                | Qual. Coppa d'Africa 2023                                                   | -                                                                           | 67’                                                                         |
| 13-6-2022                                                                   | El Jadida                                                                   | Sierra Leone                                                                | 2 – 2                                                                       | Guinea-Bissau                                                               | Qual. Coppa d'Africa 2023                                                   | -                                                                           |                                                                             |
| 22-3-2023                                                                   | Freetown                                                                    | Sierra Leone                                                                | 2 – 2                                                                       | São Tomé e Príncipe                                                         | Qual. Coppa d'Africa 2023                                                   | -                                                                           |                                                                             |
| 26-3-2023                                                                   | Agadir                                                                      | São Tomé e Príncipe                                                         | 0 – 2                                                                       | Sierra Leone                                                                | Qual. Coppa d'Africa 2023                                                   | 1                                                                           | 21’                                                                         |
| 11-9-2023                                                                   | Bissau                                                                      | Guinea-Bissau                                                               | 2 – 1                                                                       | Sierra Leone                                                                | Qual. Coppa d'Africa 2023                                                   | -                                                                           |                                                                             |
| 14-10-2023                                                                  | Khouribga                                                                   | Benin                                                                       | 1 – 1                                                                       | Sierra Leone                                                                | Amichevole                                                                  | -                                                                           | 70’ 78’                                                                     |
| 17-10-2023                                                                  | Khouribga                                                                   | Somalia                                                                     | 0 – 2                                                                       | Sierra Leone                                                                | Amichevole                                                                  | -                                                                           |                                                                             |
| 15-11-2023                                                                  | El Jadida                                                                   | Etiopia                                                                     | 0 – 0                                                                       | Sierra Leone                                                                | Qual. Mondiali 2026                                                         | -                                                                           |                                                                             |
| 19-11-2023                                                                  | Monrovia                                                                    | Sierra Leone                                                                | 0 – 2                                                                       | Egitto                                                                      | Qual. Mondiali 2026                                                         | -                                                                           | 80’                                                                         |
| 5-6-2024                                                                    | El Jadida                                                                   | Sierra Leone                                                                | 2 – 1                                                                       | Gibuti                                                                      | Qual. Mondiali 2026                                                         | -                                                                           |                                                                             |
| 10-6-2024                                                                   | Bamako                                                                      | Burkina Faso                                                                | 2 – 2                                                                       | Sierra Leone                                                                | Qual. Mondiali 2026                                                         | -                                                                           |                                                                             |
| 6-9-2024                                                                    | Monrovia                                                                    | Sierra Leone                                                                | 0 – 0                                                                       | Ciad                                                                        | Qual. Coppa d'Africa 2025                                                   | -                                                                           | 51’ 86’                                                                     |
| 11-10-2024                                                                  | San-Pédro                                                                   | Costa d'Avorio                                                              | 4 – 1                                                                       | Sierra Leone                                                                | Qual. Coppa d'Africa 2025                                                   | 1                                                                           | 82’                                                                         |
| 15-10-2024                                                                  | Monrovia                                                                    | Sierra Leone                                                                | 1 – 0                                                                       | Costa d'Avorio                                                              | Qual. Coppa d'Africa 2025                                                   | -                                                                           | 90+2’                                                                       |
| 20-3-2025                                                                   | Monrovia                                                                    | Sierra Leone                                                                | 2 – 1                                                                       | Gibuti                                                                      | Qual. Mondiali 2026                                                         | -                                                                           |                                                                             |
| 25-3-2025                                                                   | Il Cairo                                                                    | Egitto                                                                      | 1 – 0                                                                       | Sierra Leone                                                                | Qual. Mondiali 2026                                                         | -                                                                           |                                                                             |
| Totale                                                                      |                                                                             | Presenze                                                                    | 22                                                                          |                                                                             | Reti                                                                        | 2                                                                           |                                                                             |